# جورجتاون (ديلاوير)
جورجتاون (بالإنجليزية: Georgetown, Delaware)‏ هي بلدة تقع في مقاطعة سوسكس (ديلاوير) بولاية ديلاوير في الولايات المتحدة. تبلغ مساحتها 10.7 (كم²)، وترتفع عن سطح البحر 16 م، بلغ عدد سكانها 6422 نسمة في عام 2010 حسب إحصاء مكتب تعداد الولايات المتحدة وتصل الكثافة السكانية فيها 600.2 نسمة/كم2.

## التركيبة السكانية
حدّد مكتب تعداد الولايات المتحدة بيانات التركيبة السكانية لجورجتاون في تعداد الولايات المتحدة. في ما يلي، التركيبة السكانية حسب تعدادي 2000 و2010.

### تعداد عام 2000
بلغ عدد سكان جورجتاون 4,643 نسمة بحسب تعداد عام 2000، وبلغ عدد الأسر 1,489 أسرة وعدد العائلات 957 عائلة مقيمة في البلدة. في حين سجلت الكثافة السكانية 356.9 نسمة لكل كيلومتر مربع (924.4/ميل2). وبلغ عدد الوحدات السكنية 1,591 وحدة بمتوسط كثافة قدره 122.3 لكل كيلومتر مربع (316.8/ميل2).
وتوزع التركيب العرقي للبلدة بنسبة 56.19% من البيض و20.87% من الأمريكيين الأفارقة و2.07% من الأمريكيين الأصليين و0.26% من الأمريكيين ذوي الأصول الآسيوية و0.04% من سكان جزر المحيط الهادئ و18.03% من الأعراق الأخرى و2.54% من عرقين مختلطين أو أكثر و31.73% من الهسبانيون أو اللاتينيون من أي عرق.
بلغ عدد الأسر 1,489 أسرة كانت نسبة 39.1% منها لديها أطفال تحت سن الثامنة عشر تعيش معهم، وبلغت نسبة الأزواج القاطنين مع بعضهم البعض 41% من أصل المجموع الكلي للأسر، ونسبة 16.5% من الأسر كان لديها معيلات من الإناث دون وجود شريك،  بينما كانت نسبة 6.9% من الأسر لديها معيلون من الذكور دون وجود شريكة وكانت نسبة 35.7% من غير العائلات. تألفت نسبة 28.1% من أصل جميع الأسر من عدة أفراد يعيشون في نفس المنزل ونسبة 14% كانت تتألف من شخص يعيش بمفرده يبلغ من العمر 65 عاماً أو أكثر. وبلغ متوسط حجم الأسرة المعيشية 2.97، أما متوسط حجم العائلات فبلغ 3.29.
بلغ العمر الوسطي للسكان 30.1 عاماً. وكانت نسبة 25% من القاطنين تحت سن الثامنة عشر، وكانت نسبة 14% بين الثامنة عشر والرابعة والعشرين عاماً، ونسبة 29.1% كانت واقعةً في الفئة العمرية ما بين الخامسة والعشرين والرابعة والأربعين عاماً، ونسبة 15.4% كانت ما بين الخامسة والأربعين والرابعة والستين، ونسبة 11.7% كانت ضمن فئة الخامسة والستين عاماً فما فوق. يوجد لكل 100 أنثى 108.5 ذكر، ويوجد لكل 100 أنثى في الثامنة عشر من عمرها فما فوق 110.8 ذكر.
بلغ متوسط دخل الأسرة في البلدة 31,875 دولارًا، أما متوسط دخل العائلة فبلغ 37,925 دولارًا. وكان متوسط دخل الذكور 20,886 دولارًا مقابل 19,944 دولارًا للإناث. وسجل دخل الفرد الخاص بالبلدة 15,288 دولارًا. وكانت نسبة 20.9% من العائلات ونسبة 25.1% من السكان تحت خط الفقر، وكان من هؤلاء نسبة 37.7% تحت سن الثامنة عشر ونسبة 8.4% في الخامسة والستين من العمر وما فوق.

### تعداد عام 2010
بلغ عدد سكان جورجتاون 6,422 نسمة بحسب تعداد عام 2010، وبلغ عدد الأسر 1,847 أسرة وعدد العائلات 1,223 عائلة مقيمة في البلدة. في حين سجلت الكثافة السكانية 493.6 نسمة لكل كيلومتر مربع (1,278.4/ميل2). وبلغ عدد الوحدات السكنية 2,030 وحدة بمتوسط كثافة قدره 156 لكل كيلومتر مربع (404.0/ميل2).
وتوزع التركيب العرقي للبلدة بنسبة 46.57% من البيض و14.53% من الأمريكيين الأفارقة و4.31% من الأمريكيين الأصليين و1.09% من الأمريكيين ذوي الأصول الآسيوية و0.14% من سكان جزر المحيط الهادئ و29.66% من الأعراق الأخرى و3.69% من عرقين مختلطين أو أكثر و47.76% من الهسبانيون أو اللاتينيون من أي عرق.
بلغ عدد الأسر 1,847 أسرة كانت نسبة 40.8% منها لديها أطفال تحت سن الثامنة عشر تعيش معهم، وبلغت نسبة الأزواج القاطنين مع بعضهم البعض 42.8% من أصل المجموع الكلي للأسر، ونسبة 16.4% من الأسر كان لديها معيلات من الإناث دون وجود شريك،  بينما كانت نسبة 7% من الأسر لديها معيلون من الذكور دون وجود شريكة وكانت نسبة 33.8% من غير العائلات. تألفت نسبة 26.4% من أصل جميع الأسر من عدة أفراد يعيشون في نفس المنزل ونسبة 12.7% كانت تتألف من شخص يعيش بمفرده يبلغ من العمر 65 عاماً أو أكثر. وبلغ متوسط حجم الأسرة المعيشية 3.38، أما متوسط حجم العائلات فبلغ 3.73.
بلغ العمر الوسطي للسكان 29.2 عاماً. وكانت نسبة 29.1% من القاطنين تحت سن الثامنة عشر، وكانت نسبة 12.3% بين الثامنة عشر والرابعة والعشرين عاماً، ونسبة 29.3% كانت واقعةً في الفئة العمرية ما بين الخامسة والعشرين والرابعة والأربعين عاماً، ونسبة 17% كانت ما بين الخامسة والأربعين والرابعة والستين، ونسبة 12.2% كانت ضمن فئة الخامسة والستين عاماً فما فوق. وتوزع التركيب الجنسي للسكان بنسبة 50.3% ذكور و49.7% إناث.

## أعلام
- كاليب رودني لايتون الثالث
- ويلبر إل. آدامز
- دانيال جاي لايتون
- كاليب ميريل رايت
- ويل هولاند

## وصلات خارجية
- www.georgetowndel.com
- The US50 - Cities and Towns in Colorado State
- Colorado Cities and Towns, Facts, Map, Flag, Colleges, Government, and More